# Daily News (Нью-Йорк)
Daily News (рус. «Нью-Йорк дейли ньюс», с англ. — «Нью-йоркские ежедневные новости») — шестая по объёму тиража ежедневная газета города Нью-Йорка в США; первая газета, напечатанная в формате таблоид. Газета основана в 1919 году, с 2007 года её владельцем и издателем является Мортимер Цукерман. Газета стала лауреатом 10 Пулитцеровских премий.

## Факты
- Daily News была основана Джозефом Медиллом Паттерсоном, двоюродным братом Роберта Маккормика, внуком Джозефа Медилла.
- Формат газеты был выбран по примеру лондонского издания The Daily Mirror[7].
- В первые годы существования газета была практически убыточным проектом: её тираж составил всего 26 625 экземпляров[8]. Издание выстояло лишь благодаря популярности формата среди пассажиров метрополитена.
- Газета десять раз получала Пулитцеровскую премию[9].
- Со дня основания до 1991 года издание принадлежало холдингу Tribune Company.
- Длительное время сотрудником газеты был Мэттью Лишак — отец юной журналистки Хильды Лишак, получившей известность своими криминальными репортажами[10].